# San Giacomo (Lecce)
A San Giacomo egy leccei templom.

## Története
A templomot a 14. században építették Raimondo Orsini del Balzo herceg parancsára, aki családi kápolnának szánta. A 15. század közepén Giovanni Antonio vezetésével átépítették. Az 1400-as évek második felében a templom mellett egy ferences kolostor épült fel. A mai formáját az 1677-1679 között elvégzett átalakításoknak köszönheti, amelyeket az Alcántara-rend végzett.

## Leírása
A templom homlokzata háromszintes, puritán kialakítású. Díszítőelemei a portál, amely felett egy architrávban áll a névadó Szent Jakab szobra. A második szint díszítése mindössze egy ablak, a harmadik szintet oldaliányban voluták zárják le. A templombelső egyhajós. 19. századi majolikapadló borítja. Látnivalói a Luca Giordano alkotta kis festmények.